# Okres Locarno
Okres Locarno (italsky Distretto di Locarno) je švýcarský okres v kantonu Ticino. Správním centrem je město Locarno. Žije zde asi 65 000 obyvatel. Okres se dělí na sedm krajů (circoli).

## Správní členění
Okres se člení na 7 krajů (circoli):
- Kraj Gambarogno
- Kraj Isole
- Kraj Locarno
- Kraj Melezza
- Kraj Navegna
- Kraj Onsernone
- Kraj Verzasca

## Přehled obcí
| Znak                 | Název obce           | Počet obyvatel (31. 12. 2022) | Rozloha (km²) | Hustota zalidnění (obyv./km²) | Kraj       |
| -------------------- | -------------------- | ----------------------------- | ------------- | ----------------------------- | ---------- |
| Gambarogno           | Gambarogno           | 5076                          | 51,79         | 98                            | Gambarogno |
| Ascona               | Ascona               | 5436                          | 4,95          | 1098                          | Isole      |
| Brissago             | Brissago             | 1613                          | 17,89         | 90                            | Isole      |
| Losone               | Losone               | 6713                          | 9,26          | 725                           | Isole      |
| Ronco sopra Ascona   | Ronco sopra Ascona   | 538                           | 5,01          | 107                           | Isole      |
| Locarno              | Locarno              | 16 241                        | 18,91         | 859                           | Locarno    |
| Muralto              | Muralto              | 2579                          | 0,59          | 4371                          | Locarno    |
| Orselina             | Orselina             | 701                           | 1,94          | 361                           | Locarno    |
| Centovalli           | Centovalli           | 1102                          | 53,39         | 21                            | Melezza    |
| Terre di Pedemonte   | Terre di Pedemonte   | 2694                          | 11,59         | 232                           | Melezza    |
| Brione sopra Minusio | Brione sopra Minusio | 452                           | 3,82          | 118                           | Navegna    |
| Cugnasco-Gerra       | Cugnasco-Gerra       | 2851                          | 18,21         | 157                           | Navegna    |
| Gordola              | Gordola              | 4820                          | 6,95          | 694                           | Navegna    |
| Lavertezzo           | Lavertezzo           | 1213                          | 0,89          | 1363                          | Navegna    |
| Mergoscia            | Mergoscia            | 198                           | 12,16         | 16                            | Navegna    |
| Minusio              | Minusio              | 7421                          | 5,86          | 1266                          | Navegna    |
| Tenero-Contra        | Tenero-Contra        | 3244                          | 3,70          | 877                           | Navegna    |
| Onsernone            | Onsernone            | 675                           | 105,39        | 6                             | Onsernone  |
| Verzasca             | Verzasca             | 804                           | 218,48        | 4                             | Verzasca   |
| Celkem (19)          | Celkem (19)          | 64 371                        | 550,78        | 117                           | (7)        |